# Creyssensac-et-Pissot
 Creyssensac-et-Pissot  (en occitano Creissensac e Pissòt) es una población y comuna francesa, situada en la región de Nueva Aquitania, departamento de Dordoña, en el distrito de Périgueux y cantón de Vergt.

## Demografía
| 155 | 138 | 128 | 126 | 178 | 201 |
| Para los censos de 1962 a 1999 la población legal corresponde a la población sin duplicidades (Fuente: INSEE [Consultar]) |     |     |     |     |     |